# Teluk Samak
Teluk Samak is een bestuurslaag in het regentschap Kepulauan Meranti van de provincie Riau, Indonesië. Teluk Samak telt 1039 inwoners (volkstelling 2010).